# 若い婦人に贈り物をするヴィーナスと三美神
『若い婦人に贈り物をするヴィーナスと三美神』、別名『ヴィーナスから花の贈り物を受け取るジョヴァンナ・デッリ・アルビッツィ』（わかいふじんにおくりものをするヴィーナスとさんびしん、イタリア語: Venere e le tre Grazie offrono doni a una giovane  ）は、1483年から1486年ごろのイタリア・ルネサンスの画家サンドロ・ボッティチェッリによるフレスコ画である。
この絵画と、その関連作品である『七人の自由学芸に紹介されている青年』は、もともとロレンツォ・デ・メディチの叔父であり、メディチ銀行のローマ支店長であったジョヴァンニ・トルナブオーニが所有するフィレンツェ近郊の田舎の別荘、ヴィラ・レンミの壁を飾っていた。それらの絵画は、おそらく1486年にジョヴァンニの息子ロレンツォからアルビッツィ家のジョヴァンナとの結婚式のために依頼されたので、2人を描いていると考えられている。 
『若い婦人に贈り物をするヴィーナスと三美神』は、ヴィーナスと三美神に迎えられる、おそらくジョヴァンナ・トルナブオーニを表している。ジョヴァンナは白い布を開いたままにし、その中にヴィーナスが美しさと愛を象徴するバラを置いている。
この絵画と『自由七学芸への紹介』は、1873年にヴィラ・レンミの白塗りの層の下で発見され、壁から取り除かれて、カンヴァスに移された。両作品は現在、パリのルーブル美術館にある。